# Closer to the Light
Closer to the Light: Learning from the Near-Death Experiences of Children (tạm dịch: Lại gần Ánh sáng: Học hỏi từ trải nghiệm cận tử của trẻ em) là cuốn sách phi hư cấu năm 1991 do Melvin L. Morse và Paul Perry viết chung kèm theo phần đề tựa của Raymond Moody. Tác phẩm này ghi lại những trải nghiệm cận tử (TNCT) của 26 đứa trẻ và trở thành cuốn sách bán chạy nhất của tờ New York Times.

## Tóm lược
Closer to the Light ghi chép những tường thuật thực tế về trải nghiệm cận tử ở trẻ em. Morse từng đưa ra giả thuyết rằng trải nghiệm cận tử đến từ các loại thuốc được sử dụng để cố cứu sống một ai đó. Ông cho tiến hành một nghiên cứu nhằm xác định loại thuốc nào đã gây ra những trải nghiệm như vậy nhưng đã từ bỏ nghiên cứu này sau khi những gì ông cho là lời kể đáng tin cậy về trải nghiệm cận tử. Kết quả của nghiên cứu được công bố lần đầu tiên vào năm 1986 trên Tạp chí Bệnh nhi Hoa Kỳ, nhờ đó mà cuốn Closer to the Light đã ghi lại nghiên cứu và những câu chuyện khác kể về trải nghiệm cận tử ở trẻ em vào năm 1991.

## Đón nhận
Cuốn sách này được Stuart W Twemlow đánh giá vào năm 1991 trên Tạp chí Nghiên cứu Cận tử. Quan điểm của ông thì đây là một chủ đề khoa học 'bị nghi ngờ' đã được Morse che đậy kỹ lưỡng và viết bằng ngôn ngữ giản dị, mà ông ca ngợi là 'thấu tình đạt lý'.
Những người khác đã tham khảo cuốn sách này nhằm kiểm tra giá trị tổng thể của TNCT như bằng chứng về sự sống sót sau khi thể xác chết đi. Susan J. Blackmore trong chương 'Trải nghiệm cận tử' (cuốn Bách khoa toàn thư Hoài nghi về Giả Khoa học, do Michael Shermer chủ biên) thảo luận về nhiều cách giải thích khác nhau cho những trải nghiệm này, bao gồm kỳ vọng, tác dụng của thuốc, endorphin, chứng thiếu oxy hoặc sự gia tăng carbon dioxide trong máu và kích thích thùy thái dương. Cả chứng thiếu oxy và sự gia tăng carbon dioxide trong máu đều có khả năng gây ra ít nhất một số yếu tố của TNCT, chẳng hạn như 'ánh sáng cuối đường hầm' và trải nghiệm 'ngoài cơ thể'. Sự gia tăng carbon dioxide trong máu từ lâu được biết đến là nguyên nhân gây ra những hiệu ứng kỳ lạ như nhìn thấy ánh sáng, ảo ảnh, mất kết nối với cơ thể và những trải nghiệm mang tính thần bí. Blackmore kết luận rằng sự kích thích thùy thái dương do thiếu oxy và những thay đổi trong hệ viền của não cũng có thể là nguyên nhân của trải nghiệm cận tử cổ điển. Trong phần kết thúc chương sách này, bà nói rằng TNCT xứng đáng được nghiên cứu nghiêm túc, không phải để chứng minh khả năng sống sót sau cái chết mà để giúp chúng ta chấp nhận cái chết và cho chúng ta hiểu biết nhiều hơn về bản thân mình.